# Saint-Barthélemy-le-Meil
Saint-Barthélemy-le-Meil ist eine französische Gemeinde im Département Ardèche in der Region Auvergne-Rhône-Alpes. Sie gehört zum Kanton Haut-Eyrieux und zum Arrondissement Tournon-sur-Rhône. Die Bewohner nennen sich Saint-Barthélémiens oder Saint-Barthélémiennes. Nachbargemeinden sind Saint-Michel-d’Aurance im Nordwesten, Belsentes mit Saint-Julien-Labrousse im Nordosten, Beauvène im Südosten und Saint-Christol im Südwesten.

## Weblinks

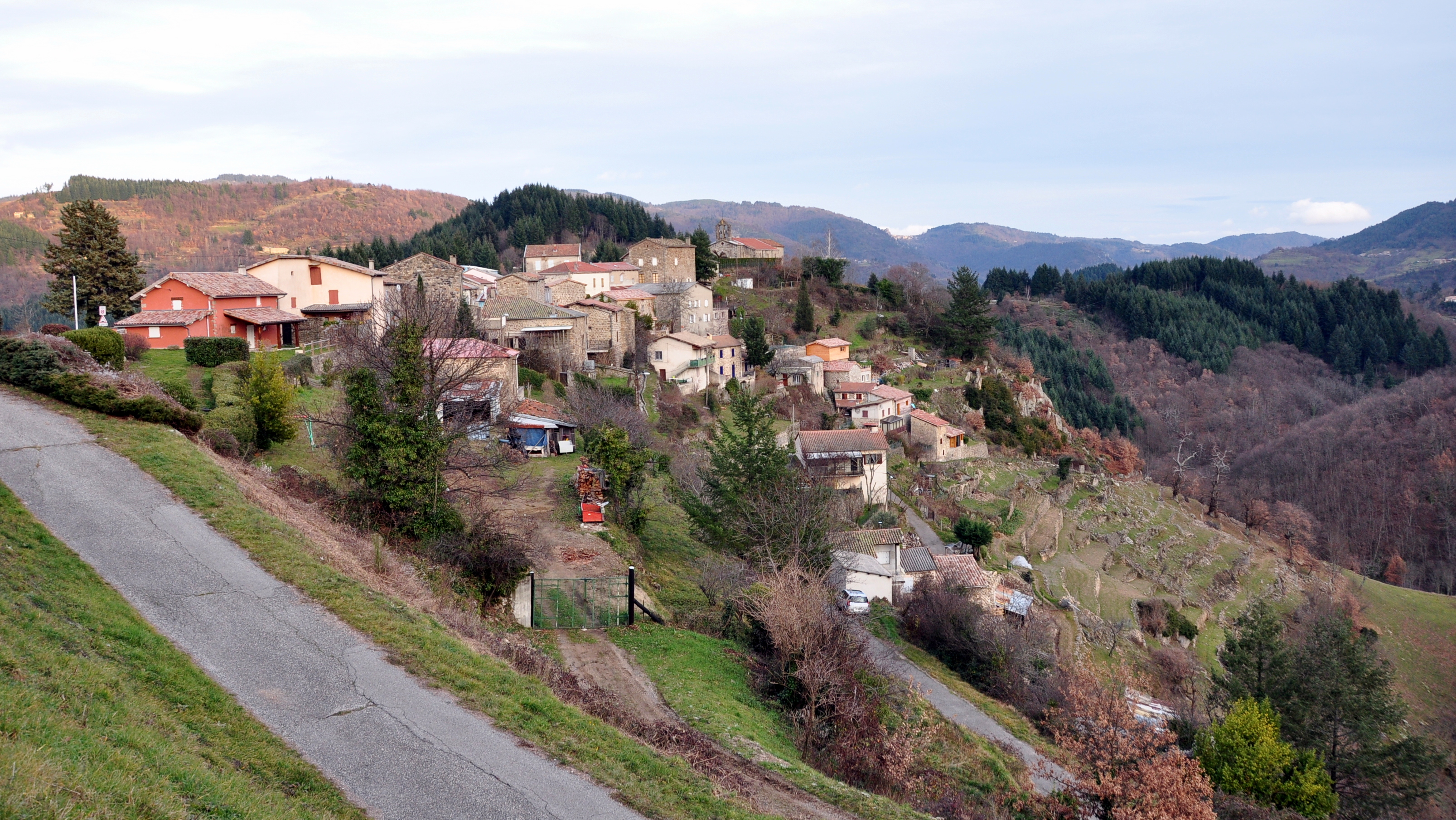
Saint-Barthélemy-le-Meil von der Straße namens Chemin de Luneyre aus gesehen

## Bevölkerungsentwicklung
| Jahr                       | 1962 | 1968 | 1975 | 1982 | 1990 | 1999 | 2008 | 2014 |
| -------------------------- | ---- | ---- | ---- | ---- | ---- | ---- | ---- | ---- |
| Einwohner                  | 317  | 285  | 239  | 229  | 223  | 222  | 211  | 197  |
| Quellen: Cassini und INSEE |      |      |      |      |      |      |      |      |